# Shoreview, Minnesota
Shoreview, Minnesota là một thành phố nằm ở quận Ramsey thuộc tiểu bang Minnesota, Hoa Kỳ. Thành phố có diện tích 33,0  km² với diện tích mặt nước là 4,0  km², dân số theo ước tính năm 2000 của Cục điều tra dân số Hoa Kỳ là 25.924 người.